# Kongjia Wobu
Kongjia Wobu (kinesiska: 孔家窝堡, 孔家窝堡镇) är en köping i Kina. Den ligger i den autonoma regionen Inre Mongoliet, i den norra delen av landet, omkring 940 kilometer öster om regionhuvudstaden Hohhot.
Genomsnittlig årsnederbörd är 621 millimeter. Den regnigaste månaden är juli, med i genomsnitt 157 mm nederbörd, och den torraste är januari, med 4 mm nederbörd.